# 张学森
张学森（1920年—1995年），张作霖五子，母亲为张作霖五夫人寿懿。

## 生平
1920年生于沈阳。曾留学美国学习航空。日本投降后，回国任天津警备司令部少校秘书。1948年去台湾，后移居美国夏威夷，在某航空公司工作。其女儿张闾蘅被张学森委派，长期在张学良身边，照顾张学良。1995年8月3日，他由夫人王美茜和三个女儿陪同，从美国夏威夷到北京参加海内外抗日将领·爱国人士及亲属纪念抗日战争五十周年座谈会。连日来，他参加座谈访亲晤友，十分兴奋。9月3日突然发病。9月8日逝世，终年75岁。
张学森共生三女。长女張閭蘅现为全国政协香港委员，在香港经商。次女，张闾芳，居台湾。三女，张闾芝，在美国。